# Биоцемент
Биоцемент — строительный материал, образующийся в ходе микробиологической преципитации карбоната кальция. Для его получения используются бактерии Sporosarcina pasteurii, песок, хлорид кальция и мочевина. Проводятся опыты и с генетически изменёнными бактериями, способными реагировать на изменение внешних условий, например давления среды. Также биоцемент используется в медицине при травмах позвоночника.